# Patrick Smage
Patrick Smage   (Elkhorn, 28 de juliol de 1990), conegut també com a Pat Smage, és un pilot de trial nord-americà que ha estat catorze vegades campió dels Estats Units entre el 2007 i el 2023 i ha guanyat dues vegades El Trial de España (2012 i 2018), sempre com a pilot oficial de Sherco. Juntament amb el seu germà Phil ofereix espectacles de pilotatge del tipus stunt anomenats Smage Brothers Riding Shows. A mitjan 2011, tots dos van competir plegats a la sisena temporada del programa de la NBC America's Got Talent i van acabar-hi entre els deu primers.
Patrick Smage va guanyar el seu primer campionat dels EUA el 2007 i des de llavors ha anat revalidant el títol gairebé anualment fins a l'actualitat. Només Cody Webb el 2010 i el català Marc Freixa el 2016 el van relegar al segon lloc durant aquesta etapa.

## Palmarès
A 1 de gener de 2024
- 14 Campionats dels EUA de trial (2007-2009, 2011-2015, 2017-2019,[a] 2021-2023)
- 2 Victòries a El Trial de España (2012 i 2018)